# Gentse Opstand (1449-1453)

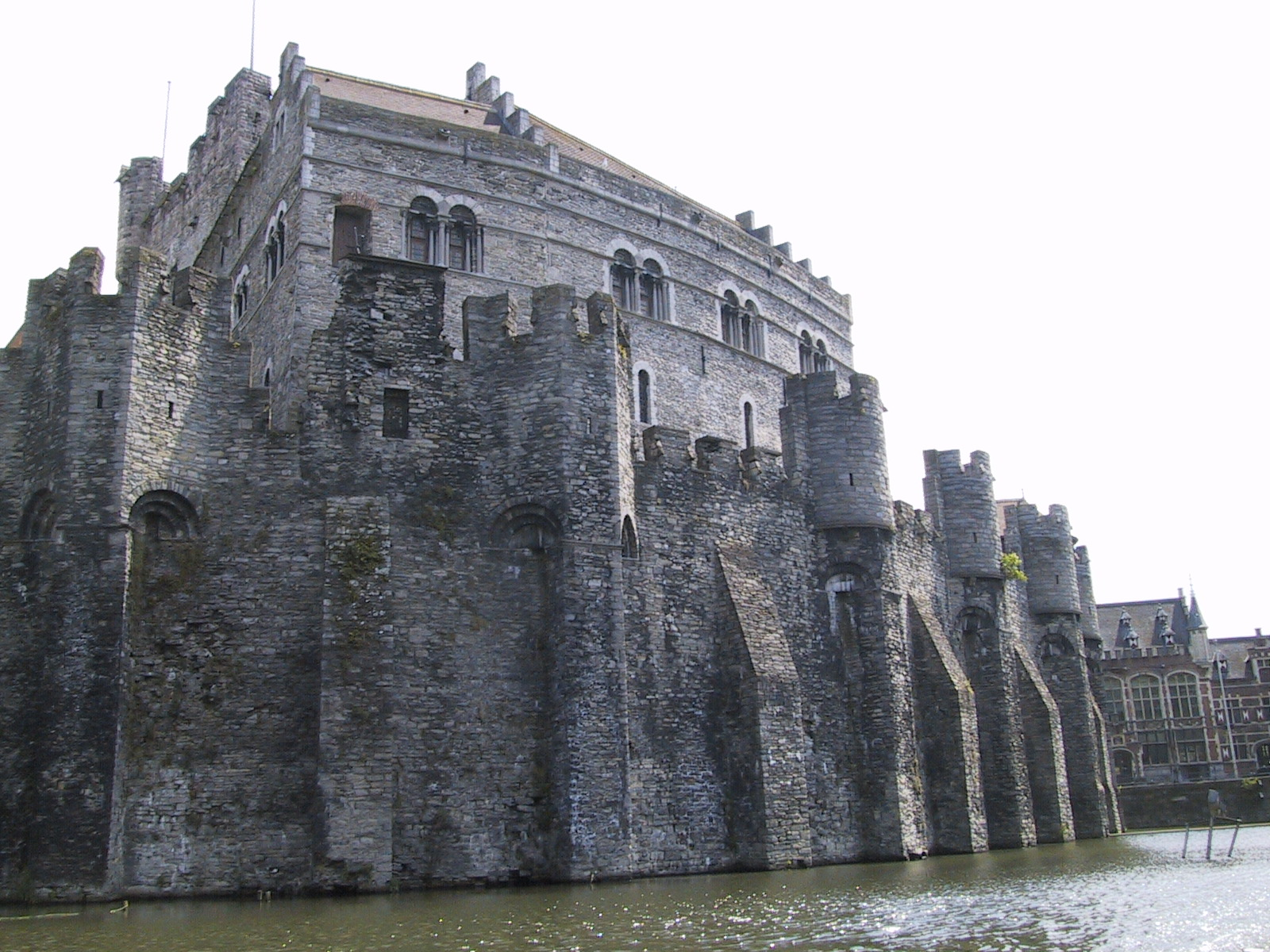
Gravensteen te Gent

De Gentse Opstand van 1449 tot 1453 is een politieke gebeurtenis die te plaatsen is in een lange reeks van opstanden door burgers van de Vlaamse stad Gent tegen de leenheren, in dit geval tegen Filips de Goede en zijn ambtenaren. Filips de Goede was de hertog van Bourgondië maar hij was ook graaf van Vlaanderen. De opstand werd uiteindelijk onderdrukt.

## Voorafgaand
In de 14e en 15e eeuw stonden Gentse burgers er om bekend zich niet neer te leggen bij in hun ogen onrechtvaardig bestuur van de stad door de adelstand en graven. De bewoners hadden de steden tot economische bloei gebracht en ze stonden op voor hun rechten en vrijheden. Na hun inspanningen in de Guldensporenslag (1302) eisten en verwierven burgers die waren georganiseerd in beroepsgroepen, de gilden en burgers die onder zware arbeidsomstandigheden in kleine bedrijfjes (neringen) in de vervaardiging van lakenstoffen werkten, deelname aan het bestuur in de Vlaamse steden. In Gent werd tussen 1360 en 1380 in die nieuwe toestand een relatief evenwicht bereikt, waarbij de schepenen in de Coalitie of Grote Raad van Gent verdeeld werden over de poorters, het invloedrijke gilde van de wevers en de gilden van de kleine neringen. Dit driemanschap wordt ook wel het regime van de Drie Leden genoemd.
Filips de Goede streefde vanaf ca. 1430 naar een terugkeer naar de toestand van voor de Guldensporenslag; de invloed van de gilden, met name die van hun overdekens, was voor hem in strijd met het Charter van Senlis (1301). Het Gentse stadsbestuur baseerde zijn verweer tegen die wijzigingen op het gewoonterecht en op oude privileges uit de 12e en 13e eeuw, van voor het Charter van Senlis dus. Ter versterking van zijn pogingen om meer invloed te krijgen bij de benoeming van het stadsbestuur, zocht Filips de Goede ook een vaste inkomstenbron. Deze vond hij bij de rijke Vlaamse steden, waar hij indirecte belastingen inde. Tot dan moest hij immers telkens met redenen omklede beden indienen, die door het stadsbestuur geweigerd konden worden.

## Belastingen

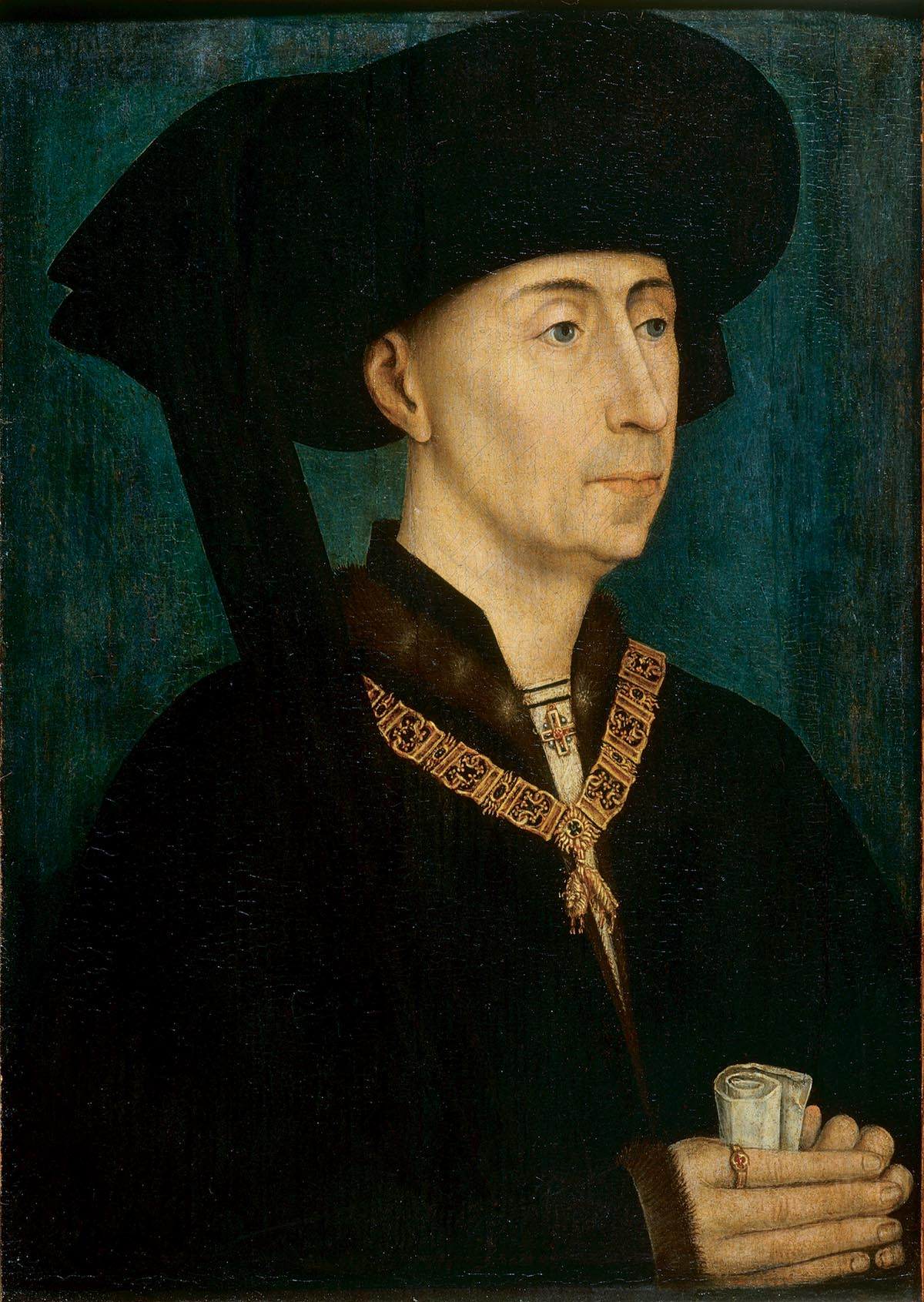
Filips de Goede door Rogier van der Weyden

Bij zijn bezoek aan Gent in januari 1447 stelde Filips daarom een half-permanente belasting op het zout voor, naar het Franse voorbeeld van de gabelle. Later stelde hij ook voor een dergelijke belasting op meel in te voeren, te innen door de hertogelijke ambtenaren. Voor een goed begrip, in die tijd zonder koelkasten was zout van groot belang om voedsel een langere tijd te kunnen bewaren. Filips had een mooie toespraak voorbereid in het Nederlands, de voertaal in de Grote Raad, en ook de dekens van enkele gilden geraadpleegd of omgekocht, maar het Gentse stadsbestuur zwichtte niet. Na 2 jaar van onderhandelen werd de belasting afgewezen. Filips vermeed verdere vernedering door ze aan de andere grote Vlaamse steden zelfs niet voor te stellen. De hertog beschuldigde de dekens van meineed en zette hen uit de Grote Raad, waarop de stad uitgesproken tegenstanders van de hertog voordroeg om hen op te volgen. Filips oefende verder druk uit, onder andere door tweemaal zijn baljuw terug te roepen en zo de rechtspraak in de stad lam te leggen. Het conflict escaleerde, en op 26 oktober 1451 riepen de gilden een algemene staking uit en namen ze de wapens op. In december werd Biervliet ingenomen. In Gent kwam een revolutionaire bewind van volksvergaderingen. Tegenstanders van het oproer, die zich waarschijnlijk realiseerden dat de stad niet kon winnen, werden vermoord. Hiermee verloor Gent de steun van de besturen van de andere steden, die hun eigen macht bedreigd zagen. Enkel het van Gent economisch afhankelijke Ninove bleef Gent steunen.

## Oorlog
Op vrijdag 31 mei 1452 verklaarde Filips de Goede officieel en schriftelijk de oorlog. Een maand eerder, vanaf april 1452 zag het Gentse stadsbestuur zich gedwongen militaire acties uit te voeren in de omgeving, om de bevoorrading veilig te stellen. Zij marcheerden langs de Schelde naar Oudenaarde en Spiere en Helkijn, en langs de Dender naar Aalst en Geraardsbergen. Verschillende steunpunten worden ingenomen en bezet door de Gentenaren, waaronder de brug over de Schelde te Spiere, de bruggen te Nevele en de kastelen van:
- Poeke, bij Aalter ten westen van Gent, halfweg Brugge.
- Schendelbeke, aan de Dender bij Geraardsbergen, ten zuiden van Gent (zie ook: Bastaard van Blancstain).
- Gavere, aan de Schelde tussen Gent en Oudenaarde, waar een garnizoen van 50 Gentenaars werd bijgestaan door 16 Engelse huurlingen.

De brug van St-Eloois-Vijve werd verbrand op 18 mei 1452 om een opmars vanuit Kortrijk te bemoeilijken. Op 25 mei 1452 vond de slag om Nevele plaats, waarbij de Gentse verdediging de Bourgondiërs kon verslaan.
Bij het beleg van Oudenaarde werd 12 of 13 dagen lang een van de grootste artillerieduels van die tijd uitgevochten, maar de stad hield stand onder Simon van Lalaing, evenals Geraardsbergen, waar de Bourgondische hoofdmacht lag. Die troepen konden zich zelfs verenigen met een leger onder leiding van Jan van Bourgondië, dat vanuit Sikelijn optrok om Spiere en Helkijn te ontzetten op vrijdag 21 april, en Oudenaarde op maandag 24 april. De Gentenaars moesten in hun vlucht hun artillerie achterlaten op de oevers van de Schelde. Van 1 tot 15 mei werd Gent zelf beschoten door de Bourgondiërs, die uiteindelijk afdropen naar Aalst, Dendermonde en Oudenaarde. In de voortdurende schermutselingen sneuvelde ook Filips' favoriete bastaardzoon Korneel bij de Slag om Bazel op 14 juni 1452.
In juli had de hertog definitief de overhand; ze hadden onder andere al het land ten oosten van Gent onder controle, en hadden zich verzekerd van de neutraliteit van de andere steden. Doch koning Karel VII van Frankrijk onderhandelde een zes weken durend bestand tussen de partijen. Filips versterkte de garnizoenen te Aalst, Dendermonde, Oudenaarde en Kortrijk en trok daarna zijn leger terug naar Frankrijk om te overwinteren. De winter lang werden die garnizoenen en het hele Vlaamse achterland gebrandschat door de Gentenaren, zonder dat Filips de Goede tussenkwam en ook Hulst deelde in de klappen. In Rijsel slaagden zij er zelfs bijna in de winteropslag van het "Bourgondische" buskruit te vernietigen; een wakkere wachter kon de lont op tijd doven. Filips poogde een onderhandelde vrede te bereiken, omdat het rijke Gent hem te waardevol was, maar de Gentenaren hadden geen oren meer naar onderhandelingen. Tegen midden 1453 besloot Filips tot een beslissende militaire campagne, die begon op 18 juni 1453. Terwijl zijn vloot vanuit Sluis en Antwerpen de Schelde opvoer, trok Filips vanuit Rijsel op om eerst de kleinere versterkingen en dan pas Gent aan te vallen. Op 27 juni 1453 viel Schendelbeke na 2 dagen hevige artillerie-beschietingen. Vervolgens werd van 2 tot 5 juli 1453 het kasteel van Poeke in puin geschoten, waar nochtans ook de Bourgondische Jacques van Lalaing, een vooraanstaand ridder van het Gulden Vlies sneuvelde onder verdedigingsgeschut. Telkens werden alle aanwezige Gentenaars opgeknoopt en gewurgd; in Schendelbeke zouden dit er 104 zijn. Op 18 juli kwamen de troepen van de hertog ten slotte voor het kasteel van Gavere, het laatste doel voor Gent zou aangepakt worden. Bij dit kasteel werd uiteindelijk de beslissende slag geleverd.

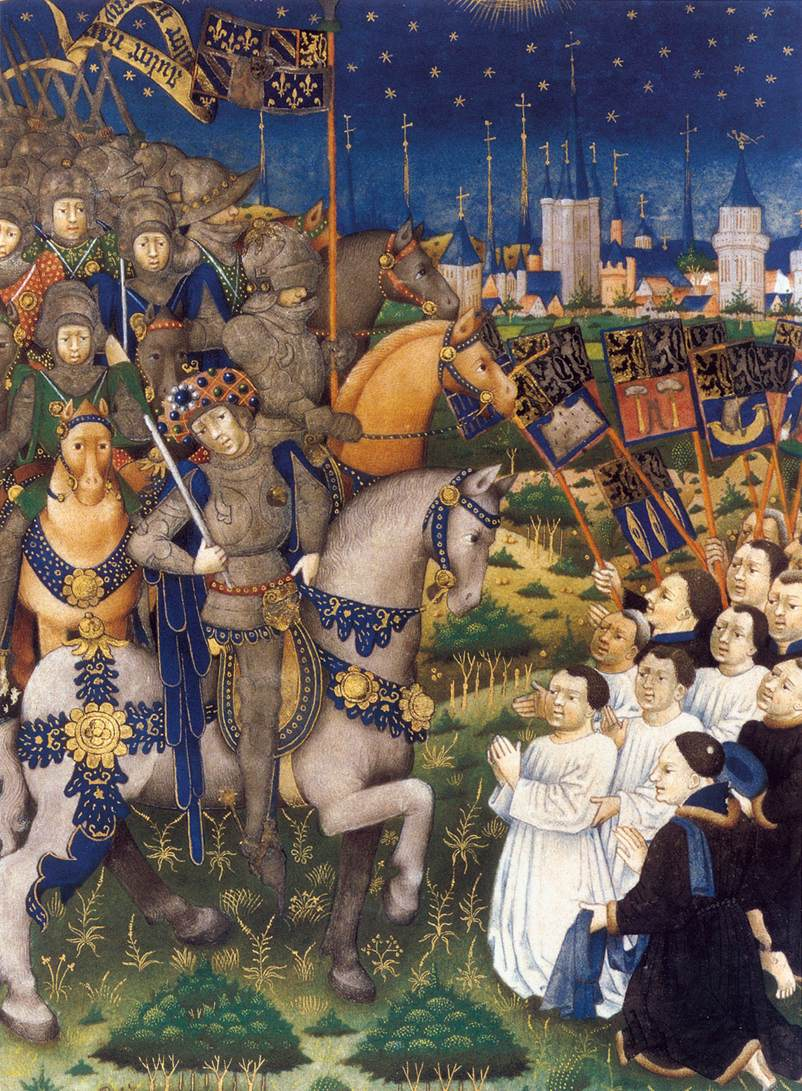
Na de nederlaag bij de slag van Gavere moesten de Gentenaars Filips de Goede om vergiffenis smeken, in hun hemd, op hun knieën en in het Frans

Na vijf dagen beschietingen slaagden de Engelse kapitein, John Fox, en zijn huurlingen erin uit het kasteel te vluchten. Zij droegen Bourgondische kruisen (door sommigen verward met het Andreaskruis) en kenden het (toen reeds) al te voor de hand liggende Bourgondische wachtwoord: Bourgondië. Zij slaagden er inderdaad in Gent te bereiken op maandag 23 juli om 5 uur 's morgens. In het tumult dat toen ontstond, werd een groep van 25.000 man 'bereid' gevonden (onder bedreiging van de strop) om dezelfde dag nog het kasteel van Gavere te gaan ontzetten. De Bourgondiërs waren echter goed voorbereid. Als slagveld hadden ze de kouters tussen Semmerzake en Gavere gekozen, waar ze zich grotendeels verscholen in de beboste vallei van de Leebeek. Wanneer de Gentenaars bij de eerste confrontatie John Fox zien overlopen naar de troepen van de hertog, wisten zij dat ze verraden waren. Filips startte een artillerie-barrage, die door de Gentenaars beantwoord werd. Op dit kritieke moment laat een Gentse kanonnier zijn lont in het kruitvat vallen, waarna iedereen die in de buurt is het op een lopen zet. Het Gentse leger raakt in paniek wanneer ze zoveel mensen zien weglopen, waardoor de Gentse milities vernietigend worden verslagen in deze Slag bij Gavere (1453); 16.000 tot 20.000 van hen sterven ter plekke. Slechts de hevige strijd van 1.000 man die de moed niet opgaven, kon verhinderen dat Filips de Goede direct optrok naar Gent; een van hen kon de hertog zelfs nog verwonden, toen die zich tegen het einde persoonlijk in het strijdgewoel begaf.
Toen wat overbleef van het Gentse leger vluchtend de stad bereikte, besloot de stad zich zonder verdere strijd over te geven, wat ook Filips goed uitkwam. De voor Gent vernederende Vrede van Gavere sloot de Gentse opstand af. Hiermee was een beslissende stap gezet in de centralisatie van het Bourgondische gezag, tegen de macht van de steden in. Tevens had de zomercampagne van Filips de Goede definitief de macht van de moderne buskruit-artillerie getoond.